# 瑞安·肯尼迪
瑞安·肯尼迪（Ryan Kennedy，1982年12月6日—）是加拿大的一位演員。他最著名的作品包括在2006年電視劇Whistler中飾演Travis Hollier，以及在CW第四台電視劇啦啦小野貓中飾演Jake Harrow角色。肯尼迪出生在溫尼伯。